# Rovníková provincie (Konžská demokratická republika)

Rovníková provincie

Rovníková provincie neboli Équateur (francouzsky rovník) je provincie Konžské demokratické republiky. Nachází se na severu země a její hlavní město je Mbandaka.
Na západě sousedí s Konžskou republikou, na severu se Středoafrickou republikou, na východě s provincií Orientale (Haut-Uele) a na jihu s provinciemi Kasaï a Bandudu.
Francouzský výraz Équateur naznačuje polohu provincie na rovníku. Radnice jejího hlavního města se nachází jen asi 4 km severně od čáry rovníku.

## Administrativní členění
Rovníková provincie se dále dělí na 3 města a 5 okresů:
- Města
  - Mbandaka
  - Gbadolite
  - Zongo
- Okresy
  - Équateur
  - Nord-Ubangi
  - Sud-Ubangi
  - Mongala
  - Tshuapa